# Bozzai
Bozzai je obec v Maďarsku v župě Vas, spadající pod okres Szombathely. Nachází se asi 5 km jihovýchodně od Vépu, 13 km jihovýchodně od Szombathely a asi 220 km jihozápadně od Budapešti. V roce 2015 zde žilo 324 obyvatel.
První písemná zmínka o vesnici pochází z roku 1271. K obci kromě hlavní části patří též osady Bárdos (do roku 1950 samostatná vesnice) a Bánmajor. Severně od obce prochází vedlejší silnice 8443. Nachází se zde kostel Neposkvrněného početí Panny Marie.

## Sousední obce
| Růžice kompasu | Vép      |             |       | Růžice kompasu |
| Růžice kompasu |          | Sever       | Kenéz | Růžice kompasu |
| Růžice kompasu | Bozzai   |             | Kenéz | Růžice kompasu |
| Růžice kompasu | Jih      |             | Kenéz | Růžice kompasu |
| Růžice kompasu | Tanakajd | Vasszécseny |       | Růžice kompasu |